# Gellért Andor
Gellért Andor (Gyulafehérvár, 1907. december 20. – Budapest, 1990. november 28.) újságíró.

## Életpályája
Tanulmányait a budapesti Műegyetem Közgazdaságtudományi Karán, Párizsban és Berlinben végezte el. Az 1920-as és az 1930-as évek diákmozgalmainak résztvevője volt. 1930–1938 között Teleki Pál mellett dolgozott az Államtudományi Intézetben. 1938-ban az Országépítés című folyóirat szerkesztője volt. 1939-től újságíróként tevékenykedett. 1941-ben a Magyar Távirati Iroda berlini tudósítója volt. 1942-ben titkos megbízatással Svédországban egyengette a fegyverszünet létrejöttét. 1945 után Amerikában telepedett le. 1954-ig a Szabad Európa Rádió New York-i szerkesztőségében dolgozott. 1954-től az NSZK-ban élt. 1954–1957 között Münchenben a Szabad Európa Rádió Magyar Osztályát igazgatta. 1957-től ismét az USA-ban élt. 1957-ben New York-i beosztást kapott, a rádiónak nyugdíjazásáig (1972) belső munkatársa volt. 1972-ben nyugdíjba vonult.